# Strada maestra M-4 (Montenegro)
La strada maestra M-4 (in montenegrino Magistralni put M-4) è una delle strade maestre del Montenegro. Oltre la frontiera albanese prosegue come SH1.

## Percorso
La strada maestra M-4 è definita dai seguenti capisaldi d'itinerario: "Podgorica 2 (incrocio con la M-2) - Tuzi - confine albanese presso Božaj."